# Малък Заб
Малък Заб (на арабски: الزاب الصغير, Ез Заб ес Сагир; на персийски: زاب کوچک, Забе-Кучек) е река в Иран и Ирак, ляв приток на Тигър. Дължина 456 km. Площ на водосборния басейн 19 400 km². Река Малък Заб води началото си от източните склонове на Кюрдистанския хребет (съставна част на Арменската планинска земя, на 2800 m н.в., на територията на Иран, в близост до границата с Ирак. Първите около 120 km реката тече на иранска територия в посока юг-югоизток в дълбока долина между Кюрдистанския хребет на запад и хребета  Куртак (част от планината Загрос) на изток. След като приеме отляво най-големия си приток река Калъа Чулон, Малък Заб завива на северозапад и навлиза на иракска територия. След като премине през хидровъзела Дукан завива на югозапад, при град Алтънкьопрю излиза от планините и навлиза в северната част (равнината Джазира) на Месопотамската низина. Влива се отляво в река Тигър при град Ал Заб, на 122 m н.в. Основен приток река Калъа Чулон (ляв). Среден годишен отток при навлизането си в Месопотамската низина при град Алтънкьопрю 219 m³/s, при пълноводие до 3000 – 3500 m³/s. Водите ѝ широко се използват за напояване. При селището Дукан, в най-тясната част на дефилето е изградена преградната стена на хидровъзела Дукан с ВЕЦ с мощност около 200 Мвт, и обем на водохранилището до 6,8 млрд. m³.